# Filzbach
Filzbach és un municipi del cantó de Glarus (Suïssa).

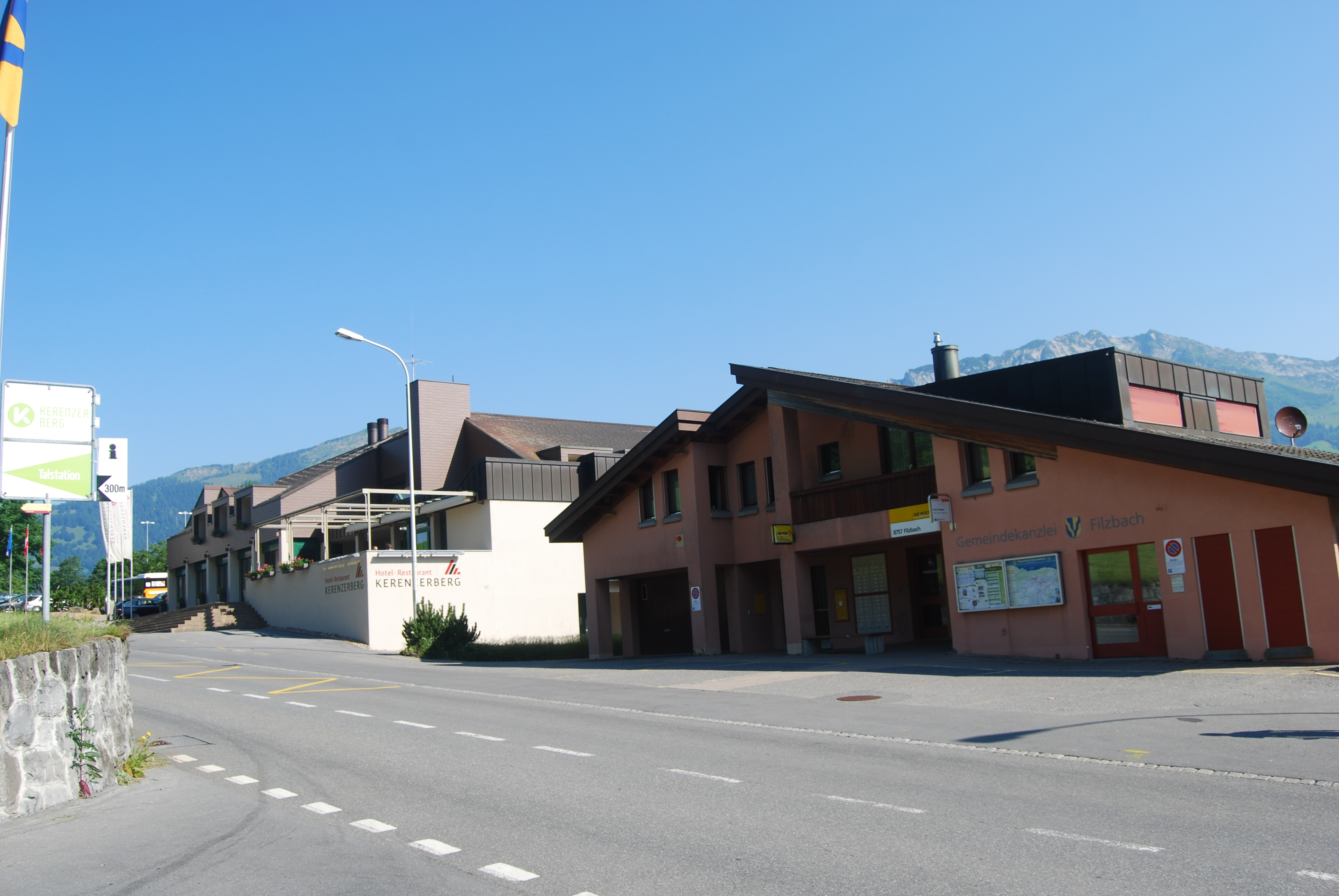
Filzbach